# Transport ferroviaire au Liban
Au Liban, le transport ferroviaire a cessé toute fonction depuis le milieu des années 1990 en raison des dégradations subies pendant la guerre civile libanaise, qui n'ont jamais été réparées depuis.
Plusieurs tentatives de remise en état se sont soldées par des échecs.

## La construction du réseau

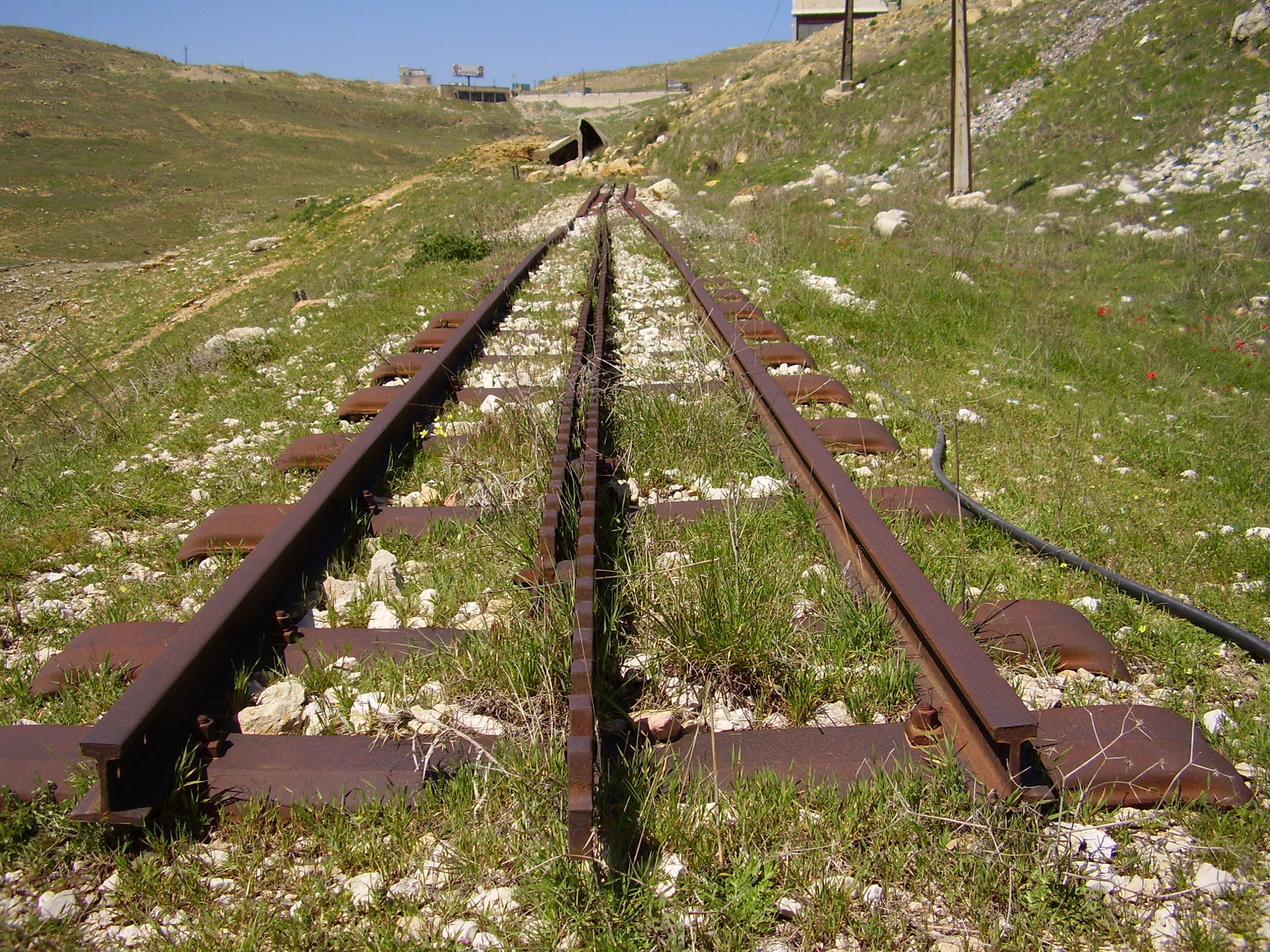
Voie à crémaillère sur la ligne Beyrouth – Damas

- Ligne Beyrouth – Rayak – Damas (Syrie), à voie étroite (1,05 m), longueur totale 117 km, dont 92 km au Liban, mise en service en 1895, première ligne construite au Liban, alors dans l’Empire ottoman, par la Société des chemins de fer ottomans économiques de Beyrouth-Damas-Hauran (de) dans le cadre d'une concession de 1891. Le but était de relier Beyrouth à Damas. Les gares et les maisons des gardes-barrières sont des copies d'ouvrages français, les rails et le matériel de voie sont belges, les locomotives à vapeur sont suisses. La voie franchit la chaine du Mont-Liban et culmine à 1400 mètres. Des locomotives à crémaillère sont nécessaires.
- Ligne Rayak - Baalbek - Homs (Syrie), par la plaine de la Bekaa, voie à écartement standard d'une longueur totale 108 km dont 63 km au Liban, construite par la Société ottomane du chemin de fer de Damas-Hama et prolongements issue du même consortium et mise en service en 1906. Elle rejoint le chemin de fer de Damas à Alep, faisant de Beyrouth l'accès de Damas à la mer et contrecarrant ainsi le projet britannique de relier Damas à Jaffa.
- Ligne Homs (Syrie) – Tripoli, voie à écartement standard, mise en service en 1911.
- Ligne Tripoli – Beyrouth, voie à écartement standard, construite par les troupes australiennes, mise en service en 1942. La ligne Beyrouth – Homs ainsi complétée a une longueur totale de 172 km, dont 120 km au Liban.
- Ligne Beyrouth – Saïda – Naqoura – Haïfa (Israël), voie à écartement standard, construite par les troupes néo-zélandaises, mise en service en 1942. Comme la ligne précédente, elle est destinée à faire arriver troupes et matériels en Égypte par le Proche-Orient. Il est alors possible d'aller de Londres au Caire en train.

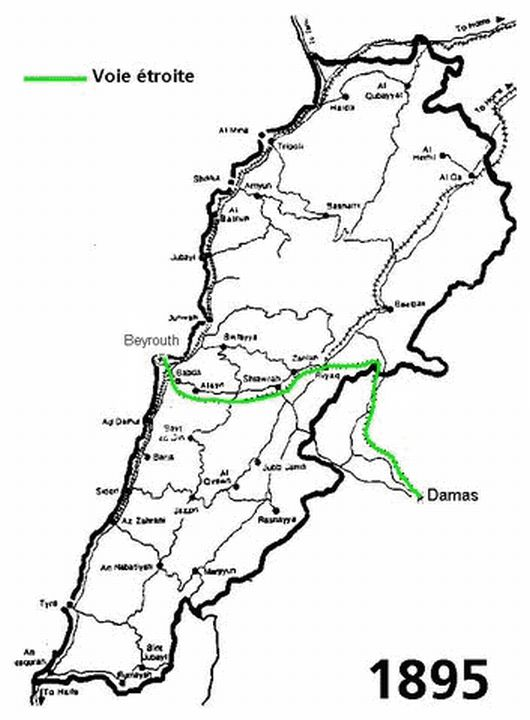
Le réseau en 1895
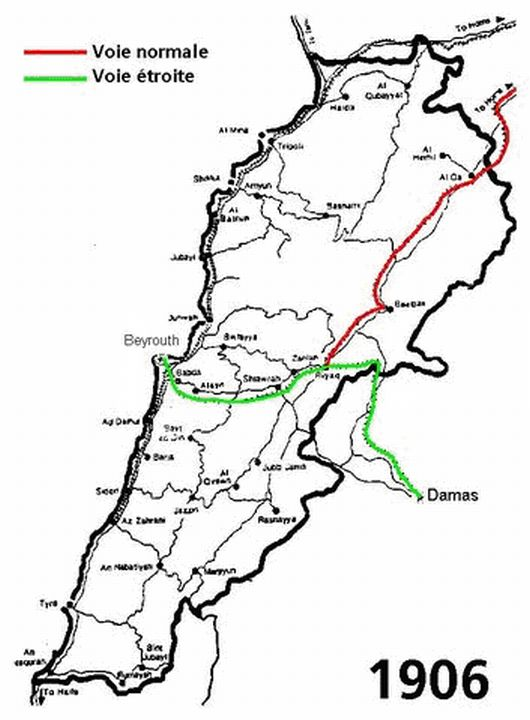
Le réseau en 1906
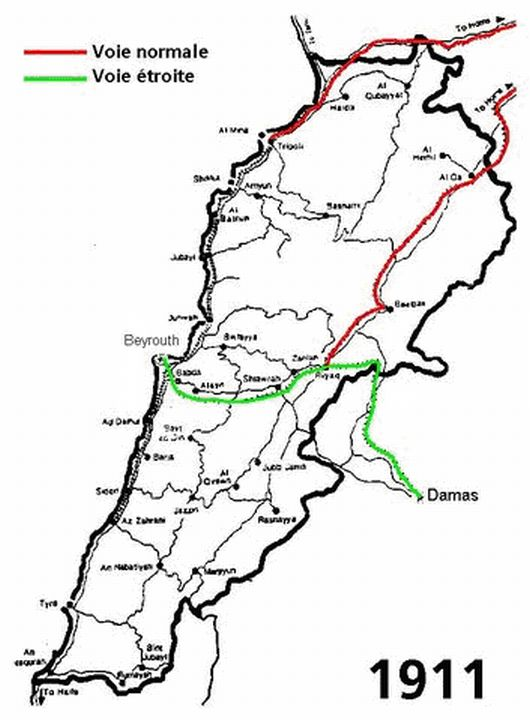
Le réseau en 1911
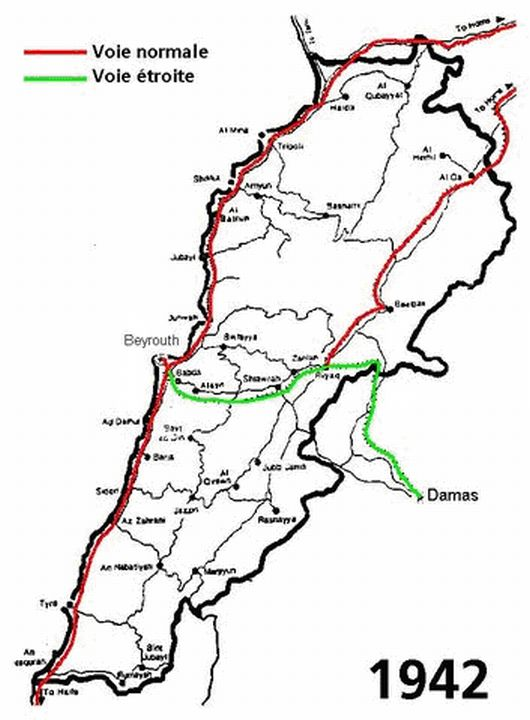
Le réseau en 1942

## Le déclin du réseau

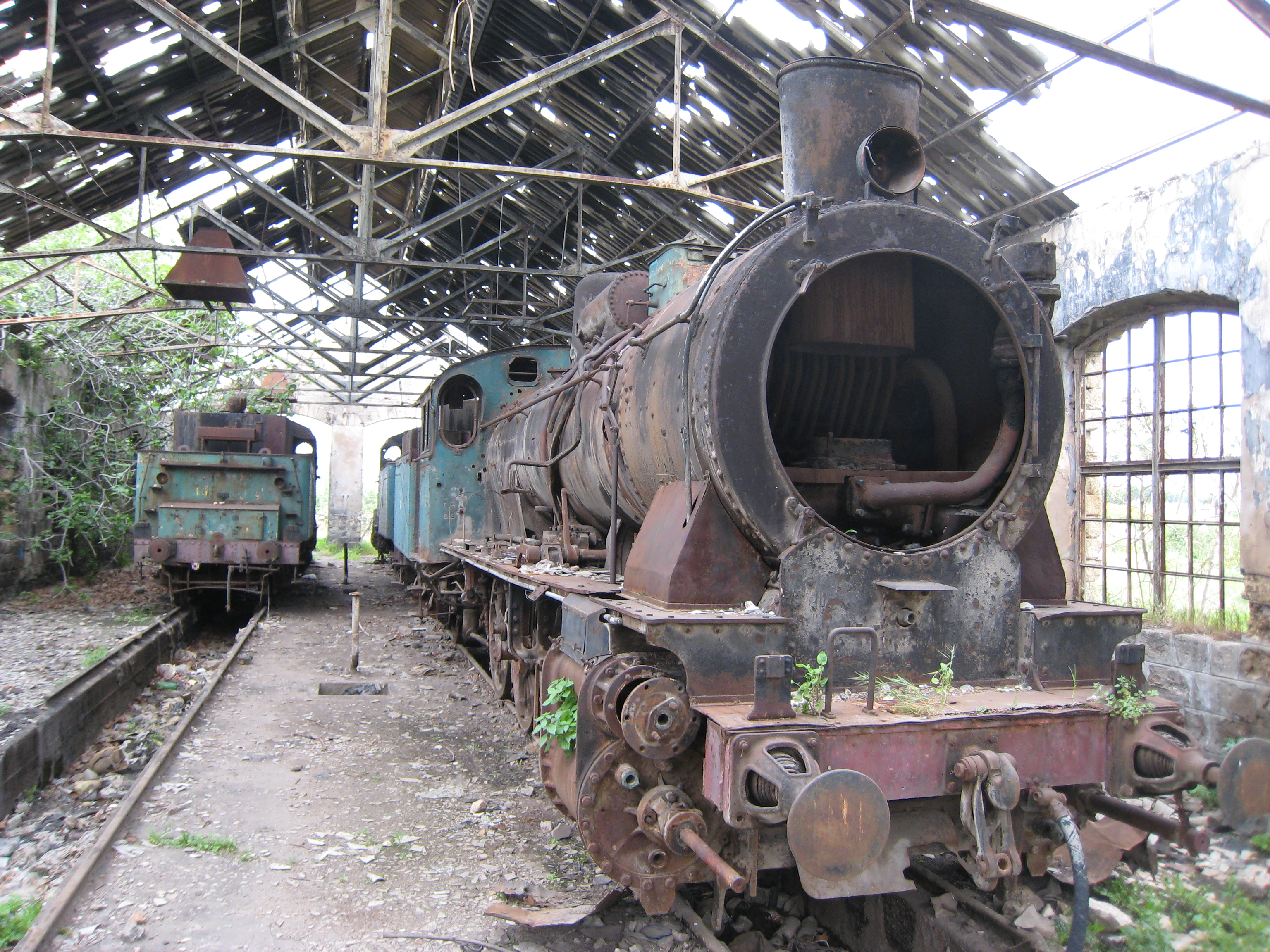
Locomotive à l'abandon à Tripoli

En 1942, le réseau libanais est à son expansion maximale. Il totalise 417 km et 45 gares.
Le 14 mars 1948, les tunnels frontaliers de Ras Naqoura sont dynamités par les troupes israéliennes pour empêcher une invasion arabe. Le réseau libanais s'arrête désormais à Naqoura.
Pendant la guerre civile libanaise (1975-1990), les installations sont endommagées par les combats et petit à petit tout trafic est interrompu. Les derniers services réguliers, le transport de ciment de la cimenterie de Chekka à Beyrouth, cessent en 1997.
Petit à petit, l'emprise des lignes est reprise par la route à Beyrouth, Tripoli et Saïda. Des portions de voie posées près des plages sont emportées par la mer. Les installations et les matériels sont saccagés.
En 2002, précisément les 17 et 18 avril, des accords sont signés entre le Liban et la Syrie pour la réhabilitation des lignes Tripoli - Homs et Rayak - Damas. Mais en 2005, l'assassinat du premier ministre libanais Rafik Hariri interrompt leur mise en œuvre.

## Projets de remise en état
En 2002, le projet de réouverture de la ligne reliant Tripoli à Homs, en Syrie, a échoué en raison des relations entre les deux pays.
En 2014, deux millions d'euros de la Banque européenne d'investissement ont été octroyés pour étudier la reconstruction du chemin de fer libanais.
En 2019, la Chine annonce son intérêt de reconstruire le réseau ferroviaire libanais, dans le cadre d'un projet plus grand de le relier à Damas et Alep.
Les projets de reconstruction font face à la corruption, à la bureaucratie, et à la poursuite de la guerre civile syrienne.

## Liste des lignes
| Ligne                             | longueur (en km) | Villes desservies          | date de mise en service | écartement | Nombre de voies | date de fermeture | électrification | Notes                             |
| --------------------------------- | ---------------- | -------------------------- | ----------------------- | ---------- | --------------- | ----------------- | --------------- | --------------------------------- |
| Chemin de fer de Beyrouth à Damas | 92               | Beyrouth – Rayak           | 1895                    | 1 050 mm   | voie unique     | 1976              | non             | à crémaillère de Beyrouth à Zahlé |
| Ligne Rayak - Baalbek - Homs      | 63               | Rayak - Baalbek            | 1906                    | standard   | voie unique     | 1976              | non             |                                   |
| Ligne Homs – Tripoli              | 40               | Tripoli                    | 1911                    | standard   | voie unique     | vers 1990         | non             |                                   |
| Ligne Tripoli - Beyrouth          | 80               | Tripoli - Beyrouth         | 1942                    | standard   | voie unique     | vers 1990         | non             |                                   |
| Ligne Beyrouth – Haïfa            | 142              | Beyrouth - Saïda – Naqoura | 1942                    | standard   | voie unique     | vers 1990         | non             |                                   |

## Galerie de photos

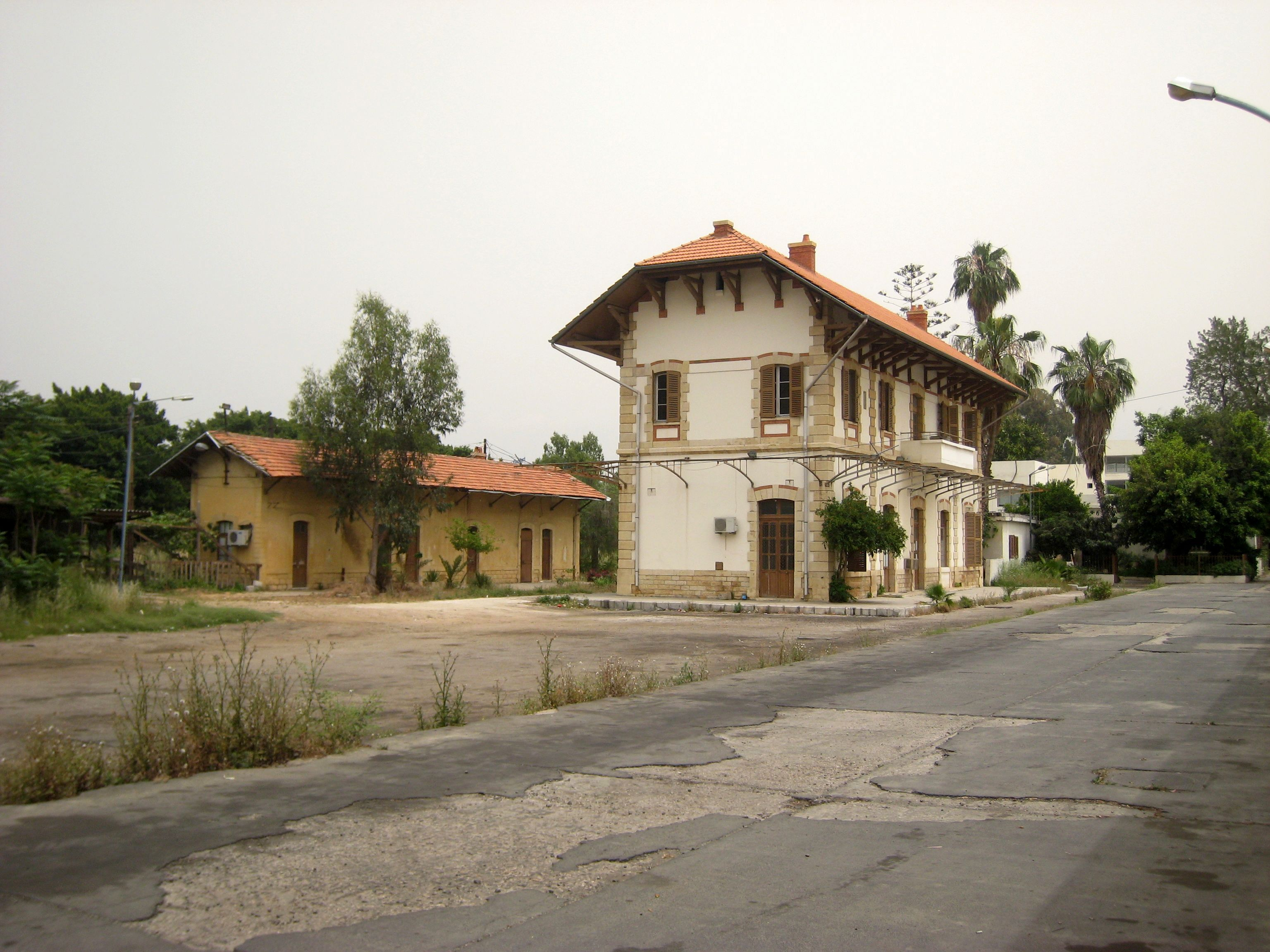
La gare de Beyrouth en 2007
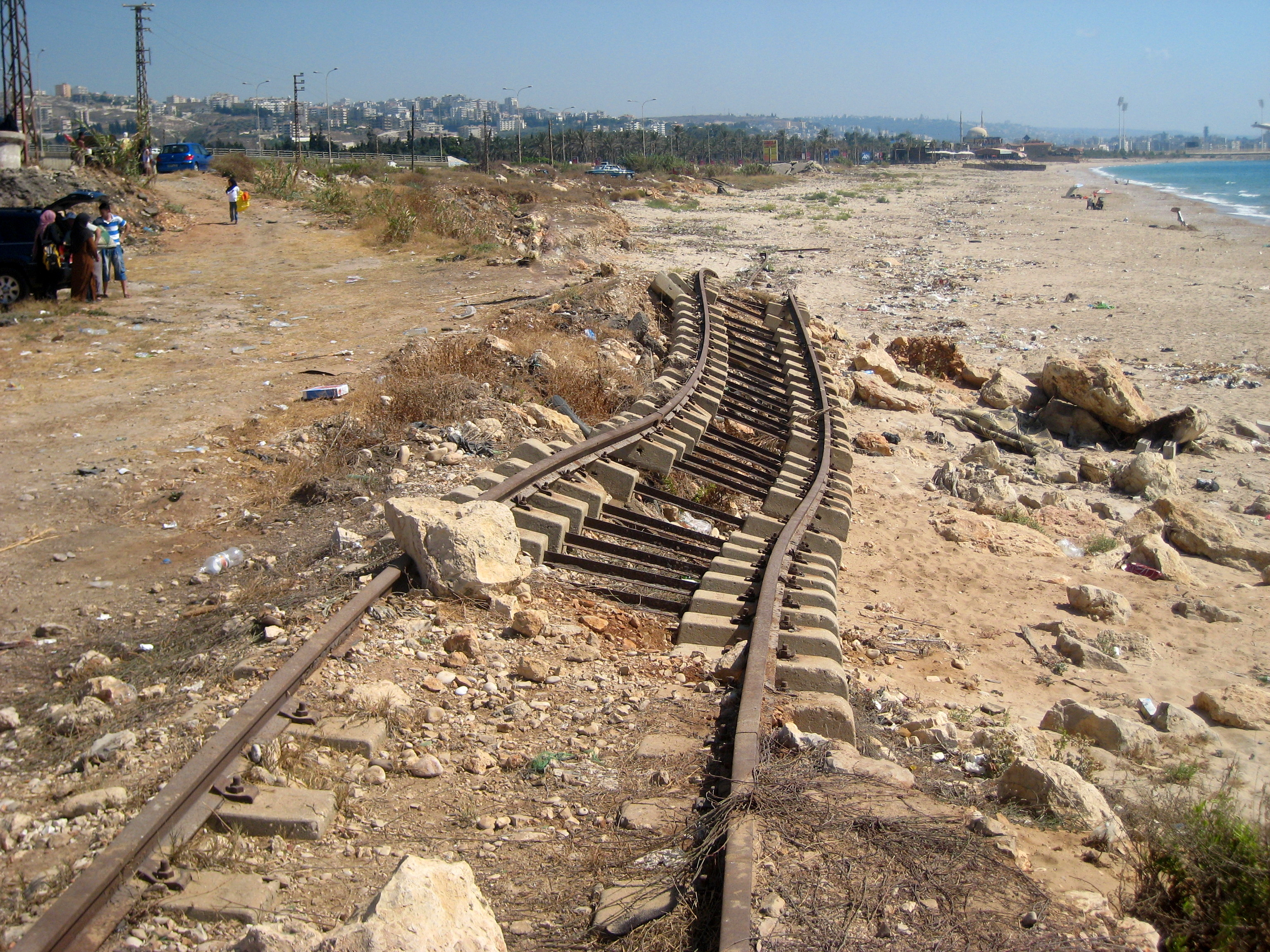
La voie emportée par la mer à Saïda
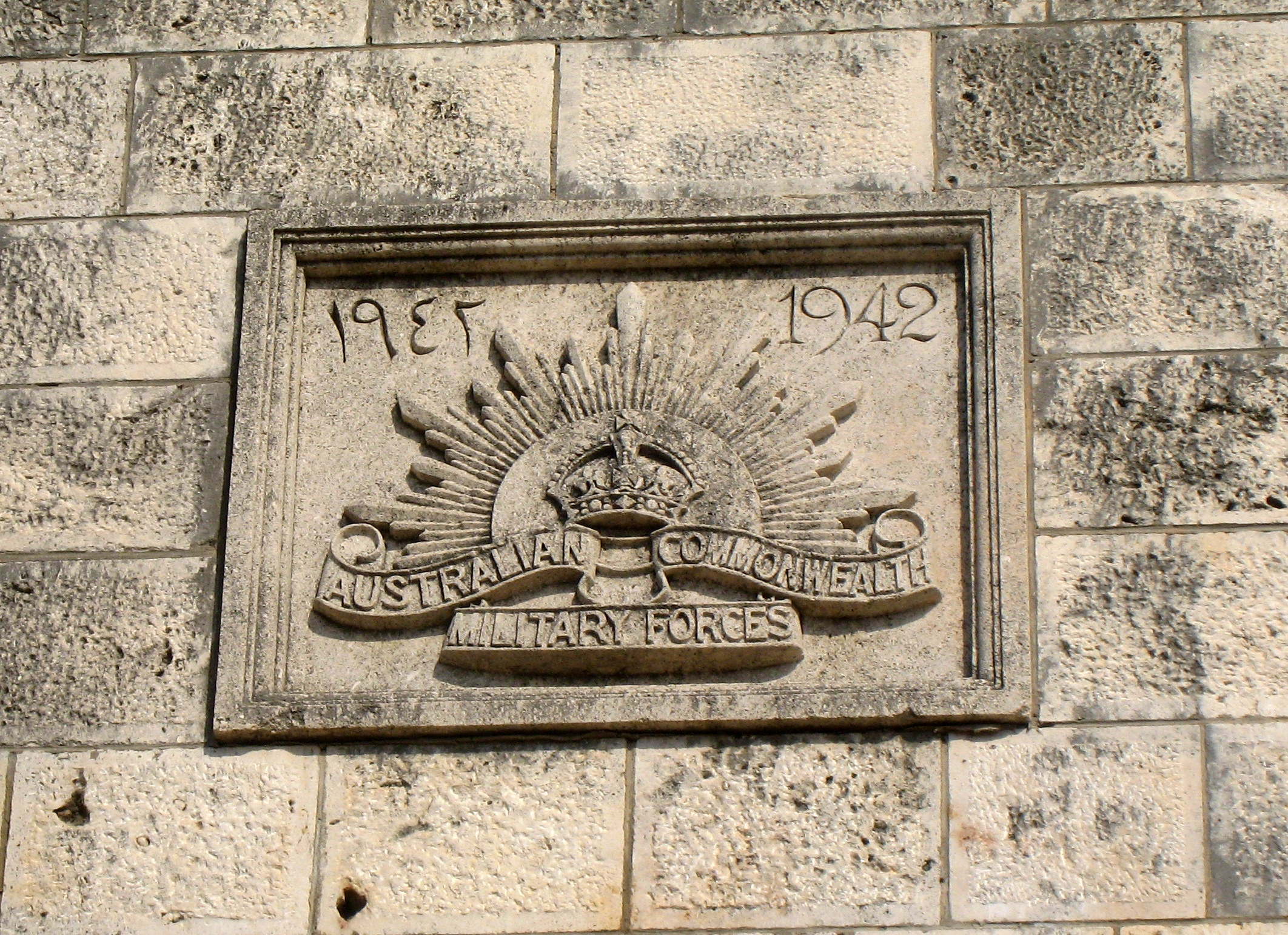
Plaque des constructeurs australiens de 1942
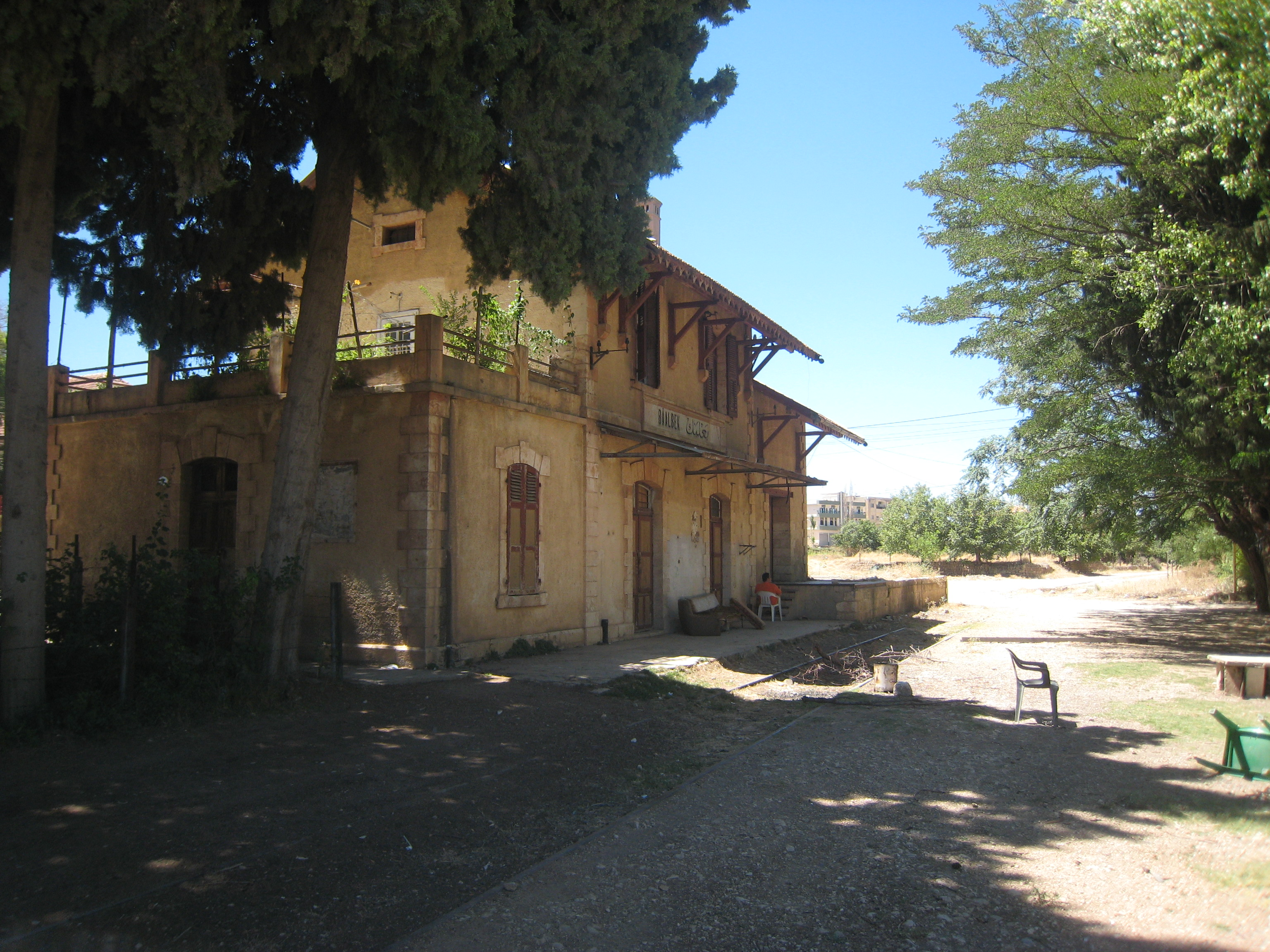
La gare de Baalbek en 2007
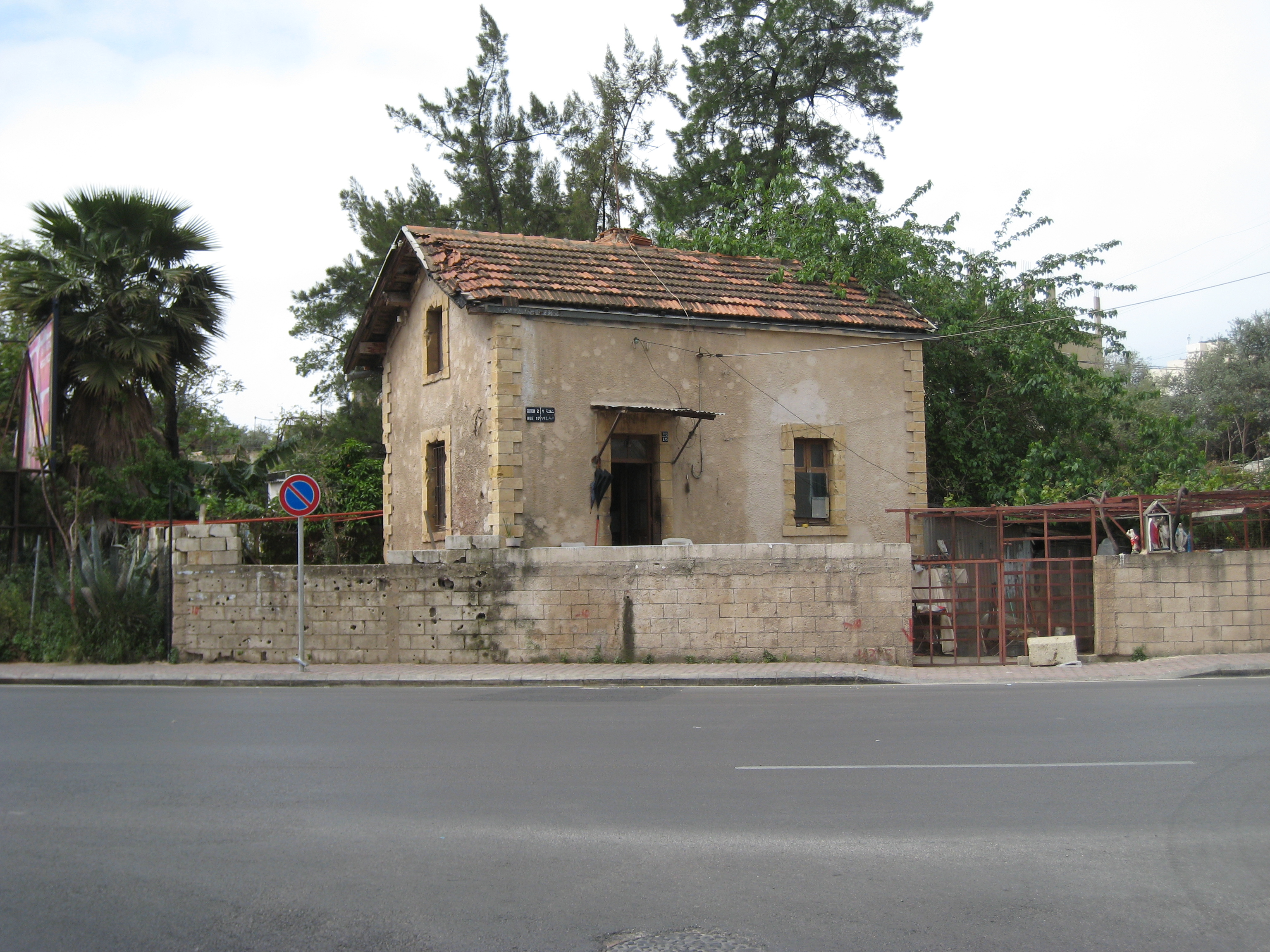
Maison de garde-barrière à Beyrouth